# 바제르샤텔
바제르샤텔(프랑스어: Bâgé-le-Châtel)은 프랑스 동부 앵주에 위치한 코뮌 중 하나이다.

## 역사
바제르샤텔이라는 이름은 발기아시우스가 소유한 갈리아 마을에서 유래하였다.
중세에는 바제 영주의 영토에 세 개의 교구가 들어섰는데 영주의 성 부근을 가리키는 바제르샤텔, 교회가 지어진 생탕드레, 가장 큰 마을인 바제라빌로 구성되어 있었다.
바제르샤텔은 옛 브레스의 수도이기도 하였다. 1272년 브레스는 유일한 상속녀 시빌 드 바제가 사보이아 백작 아메데오 5세와 결혼하면서 사보이아 백국의 영토가 되었다. 오늘날의 부르캉브레스에 해당하는 부르 (Bourg)는 3,400명의 주민이 거주하는 요새화된 도시로 브레스의 수도가 되었다. 바제는 그냥 마을로 남은 반면 부르는 성벽 바깥으로 발전해 가면서 오늘날의 도시가 되었다.

## 인구
| 연도 | 인구 | ±%    |
| ---- | ---- | ----- |
| 2004 | 805  | —     |
| 2006 | 802  | −0.4% |
| 2007 | 798  | −0.5% |
| 2008 | 795  | −0.4% |
| 2009 | 792  | −0.4% |
| 2010 | 796  | +0.5% |
| 2011 | 786  | −1.3% |
| 2012 | 829  | +5.5% |
| 2013 | 855  | +3.1% |
| 2014 | 881  | +3.0% |
| 2015 | 902  | +2.4% |
| 2016 | 915  | +1.4% |

## 같이 보기
- 앵 주의 코뮌 목록